# ソーシャルボット
ソーシャルボット（英語: social bot、socialbot、socbot）とは、ソーシャルメディア上で多かれ少なかれ自律的にコミュニケーションを行うエージェントである。
多くの場合、議論の行方や読み手の意見に影響を与えることを目的としている。チャットボットに関連するが、ソーシャルボットの場合、ほとんどは単純なやりとりをするだけか、全くやりとりをしない。ソーシャルボットが広めるメッセージ（ツイートなど）は、ほとんどの場合、非常に単純なものか、あらかじめ人間によって書かれたものであり、しばしばグループで操作されたり、部分的に人間が制御するさまざまな設定で操作される。通常、「フォロワー」として振る舞ったり、自らユーザーをフォローすることによって、特定の考えを広めたり、キャンペーンをサポートしたり、他の情報源のアグリゲートを行ったりする。この非常に限られた側面においては、ソーシャルボットはチューリングテストを通過しているとも言える。ソーシャルメディアのプロファイルが人間だと予想される場合、そのソーシャルボットは偽のアカウントを表している。分散システムやコミュニティに対して、多数のソーシャルボットを自動的に作成・デプロイすることは、Sybil attackの形態の1つである。